# Bundesstraße 84
Pour les articles homonymes, voir Route 84.
La Bundesstraße 84 (abrégé en B 84) est une Bundesstraße reliant Ebeleben à Hünfeld.

## Localités traversées
- Ebeleben
- Bad Langensalza
- Eisenach
- Dorndorf (de)
- Vacha
- Rasdorf
- Hünfeld